# St. Michael’s Cave
St. Michael’s Cave oder Old St. Michael’s Cave ist der Name eines Kalksteinhöhlensystems im Upper Rock Nature Reserve im britischen Überseegebiet Gibraltar, auf einer Höhe von 300 Metern über dem Meer. Nach Alonso Hernández del Portillo, dem ersten Historiker von Gibraltar, leitet sich der Name von einer ähnlichen Grotte in Monte Gargano in der Nähe von Monte Sant’Angelo in Apulien ab, wo der Erzengel Michael erschienen sein soll.
Sie ist die meistbesuchte der etwa 150 Höhlen auf dem Felsen von Gibraltar mit etwa einer Million Besuchern im Jahr.

## Geschichte

### Entstehung
Die Höhle entstand durch Einwirkung des Regenwassers auf den Kalkstein, das eine Verkarstung des Gesteinskomplexes bewirkte. Daher finden sich in der Höhle auch zahlreiche Stalaktiten und Stalagmiten.

### Frühgeschichte
1974 wurde eine Neolithische Schale in der Höhle gefunden, was beweist, dass diese schon in der Frühgeschichte bekannt und genutzt wurde. Ebenso wurden Höhlenmalereien entdeckt, die eine mit Holzkohle gemalte Ziege zeigen. Diese Malereien wurden aufgrund des Stils auf die Solutréen Zeit (vor 15–20 Tausend Jahren) datiert. Nachdem jedoch auch Neanderthalerschädel auf Gibraltar gefunden wurden, ist es möglich, dass bereits diese Fuß in die Höhle um etwa 40000 vor Christus setzten.

### Antike
Die erste überlieferte Beschreibung der Höhle wurde von Pomponius Mela, einem Geographen aus Algecira, 45 nach Christus geschrieben. Er beschreibt Gibraltar mit den Worten:

„Ein Berg mit wunderschönen Tälern der auf der Westseite fast geöffnet ist durch eine sehr tiefe Höhle.“

Jedoch zeigen die Schriften von Homer und in der Höhle gefundene Gegenstände, dass sowohl die Griechen, Römer und auch Phönizier die Höhle sehr gut kannten.

### Spanische Zeit
Der Name Cueva de San Miguel (der derzeitige englische Name ist eine direkte Übersetzung des spanischen) wurde von Gibraltar’s erstem Historiker, Alonso Hernández del Portillo, in seinem Werk Historia de la Muy Noble y Más Leal Ciudad de Gibraltar dokumentiert. In seinem Werk vermutet Hernández del Portillo auch, dass der Name von einer ähnlichen Grotte in Monte Gargano in der Nähe von Monte Sant’Angelo in Apulien stammt.

### 18. Jahrhundert
Während der ersten 100 Jahre der britischen Zeit gibt es einige Aufzeichnungen über Versuche, den Namen der Höhle in St. George’s Cave zu ändern nach dem Schutzheiligen St. Georg. Dies war jedoch nicht erfolgreich.

### 19. Jahrhundert

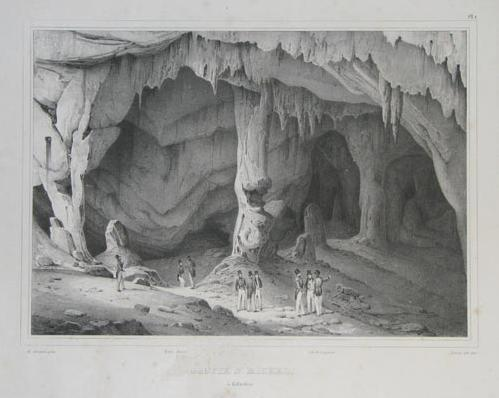
St. Michael’s Cave 1830, Stich von Louis Auguste de Sainson

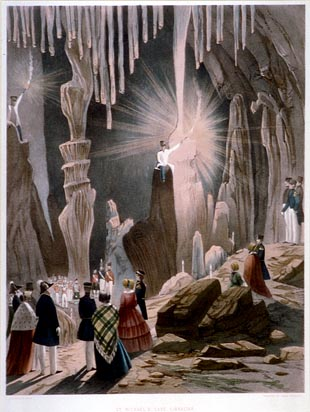
St. Michael’s Cave im 19. Jahrhundert von Thomas Colman Dibdin

Während des Viktorianischen Zeitalters wurde die Höhle als Ort für Picknicke, Feiern, Konzerte, Hochzeiten und sogar Duelle benutzt. Falls bei diesen Gegebenheiten besondere Gäste zugegen waren, wurde die Höhle sogar durch Soldaten, die auf den Stalagmiten kauerten, mit Fackeln erleuchtet.
Die erste offizielle Ausgrabung fand 1867 statt und wurde von Captain Brom dem Gouverneur des Militärgefängnisses veranlasst. Es wurden Steinäxte, Pfeilspitzen, Muschelschmuck, Knochennadeln und Töpferwaren gefunden. Da Captain Brom jedoch illegalerweise die Gefangenen als Arbeiter einsetzte, wurde er entlassen.
Offiziere erkundeten in ihrer Freizeit die Höhlen. Um 1840 verschwanden Colonel Mitchell und ein weiterer Offizier spurlos. Dies löste umfangreiche Untersuchungen des Höhlensystems 1840, 1857 und 1865 aus, ohne dass ein Hinweis auf den Verbleib der beiden gefunden werden konnte. 1936 und 1938 wurde eine wissenschaftliche Expedition durchgeführt, die alle bekannten Teile der Höhle erfasste.

### Militärische Nutzung
Da der Eingang der Höhle von einer maurischen Mauer geschützt wurde, wird davon ausgegangen, dass sie schon seit Tariq ibn Ziyad 711 die Iberische Halbinsel für die Umayyaden eroberte militärisch genutzt wurde.
Nachdem Gibraltar von britisch-niederländischen Truppen 1704 eingenommen worden war, versteckten sich 500 spanische Soldaten in der Höhle um einen Überraschungsangriff durchzuführen.
Während des Zweiten Weltkrieges wurde die Höhle als Militärkrankenhaus vorbereitet, kam aber nicht als solches zum Einsatz.

## New St. Michael’s Cave
1942 wurde beschlossen, dass ein weiterer Eingang benötigt wird, um die Luftzirkulation für das Krankenhaus zu verbessern. Bei den Sprengungen wurde ein weiteres tieferliegendes Höhlensystem entdeckt. Diese als New St. Michael’s Cave  oder auch Lower St. Michael’s Cave bezeichneten Kammern enthalten eine Vielzahl von verschiedenen Höhlenstrukturen inklusive eines Höhlensees.

## Heutige Nutzung

### Auditorium
Die größte Kammer ist wegen der besonderen Akustik als Kathedralenhöhle bekannt und beherbergt derzeit ein Auditorium mit einer Bühne und 400 Plätzen.
Hier finden regelmäßig Veranstaltungen wie Theaterstücke, son et lumière shows, Musikkonzerte, das Gibraltar World Music Festival oder auch der Miss Gibraltar Schönheitswettbewerb statt. Bekannte Künstler, die hier auftraten, waren zum Beispiel Steve Hogarth und Breed 77.

### Tourismus
Die Höhle ist heute eine der beliebtesten Attraktionen in Gibraltar mit fast einer Million Besuchern im Jahr. Die Felsformationen sind farbig beleuchtet und man kann sich über die Geschichte der Höhle informieren.
St. Michael’s Cave kann unter anderem mit einer Seilbahn erreicht werden. Die Tickets erlauben auch den Einlass zur maurischen Burg und den Galerien.

## Legenden
- Die Kathedralenhöhle wurde lange als bodenlos betrachtet und die Legende besagt, dass von hier aus ein 24 km langer Tunnel nach Marokko führt. Die Berberaffen sollen so aus Marokko auf den Felsen gekommen sein.[6]
- In der gleichen Weise wie der Felsen einer der legendären Säulen von Herakles sein soll, ist überliefert, dass die Höhle das Tor zum Hades der griechischen Unterwelt ist.[10]